# 120円パッ区

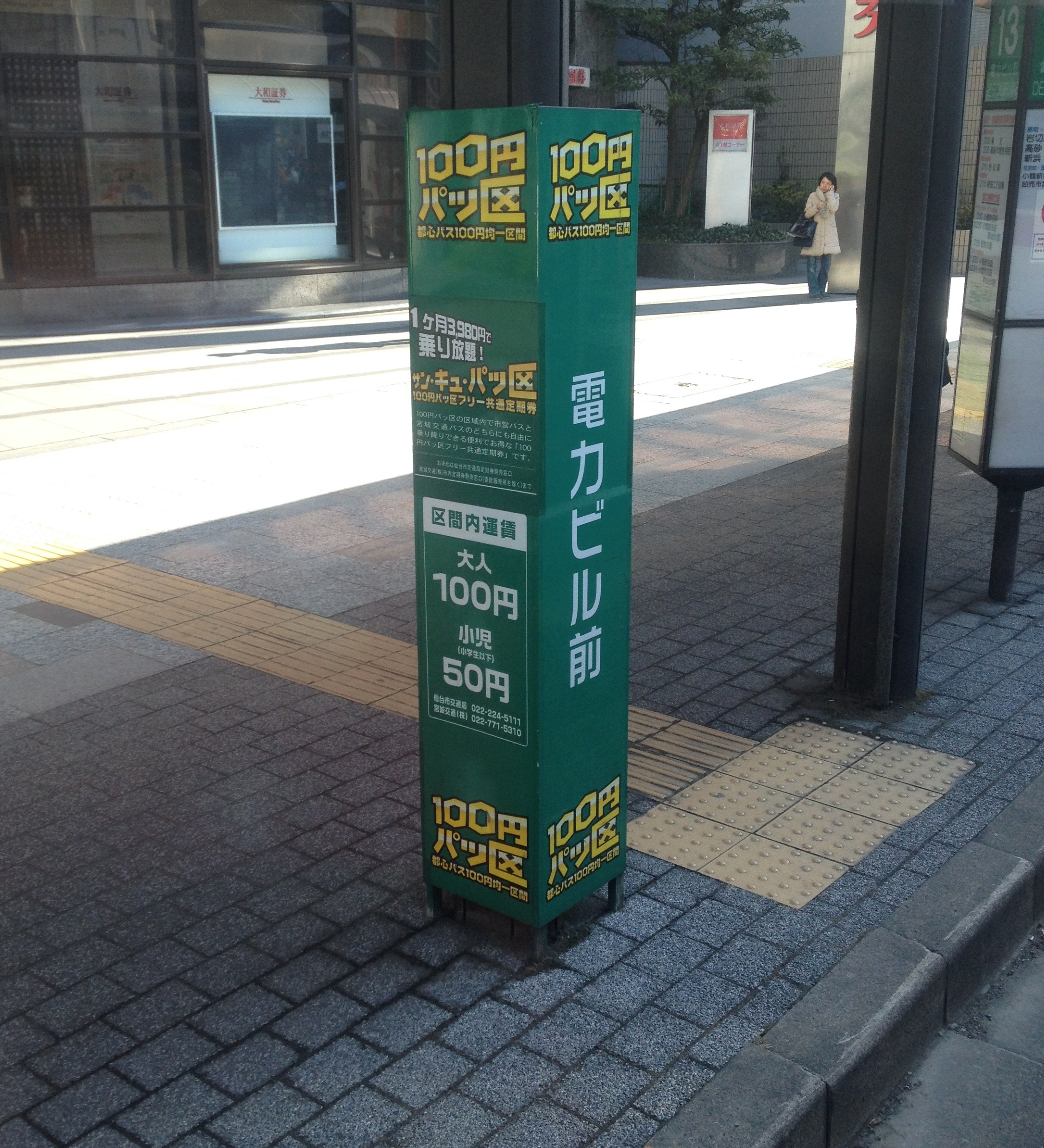
100円パッ区時代の案内掲示（電力ビル前）

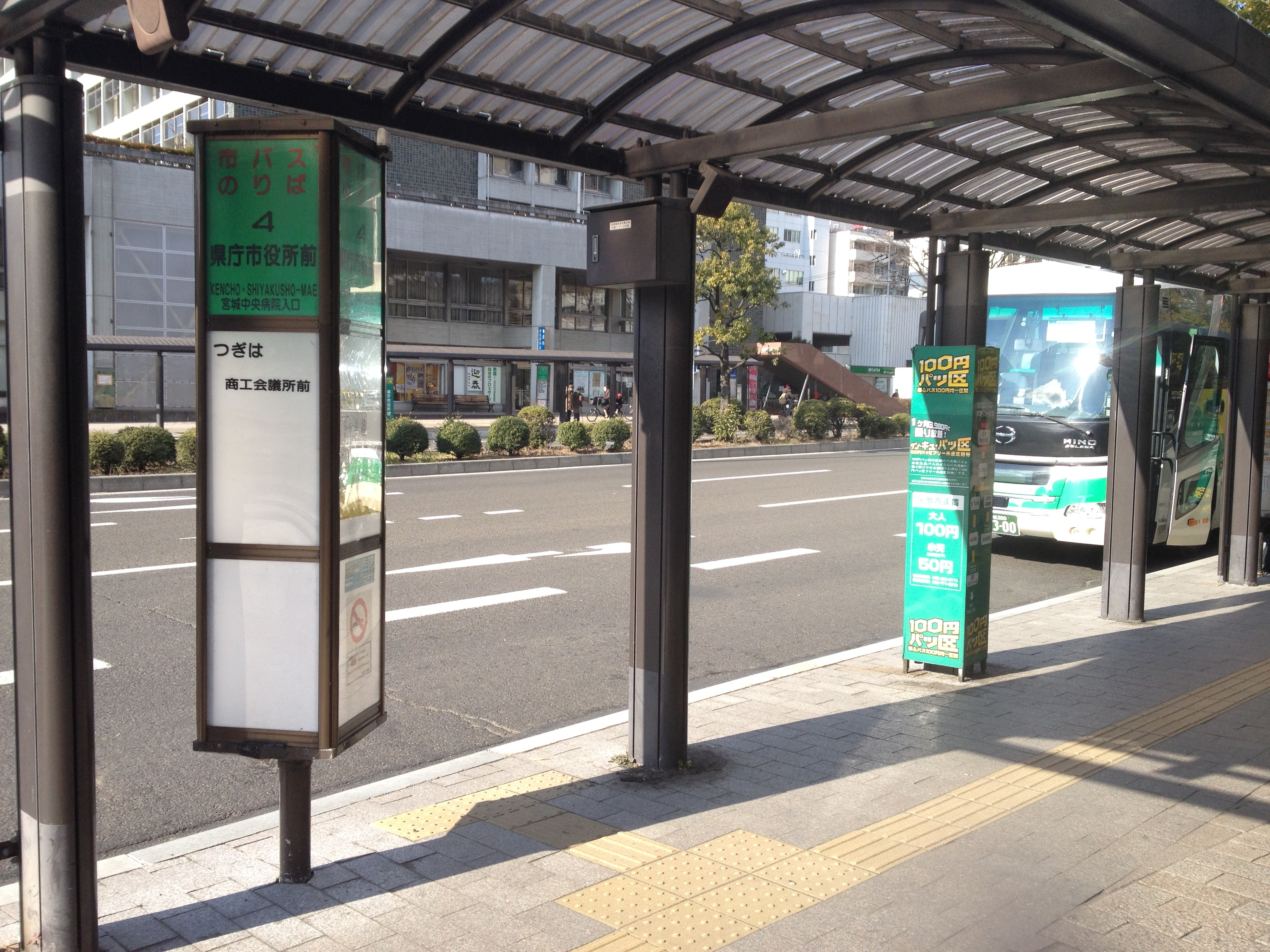
レイアウト例（県庁市役所前 4番のりば）

120円パッ区（ひゃくにじゅうえんパッく）とは、宮城県仙台市で導入されている、路線バスの120円均一運賃制度である。

## 概要
1999年に仙台市が策定した「アクセス30分構想推進計画」に則り、2002年に都心部の利便性向上と渋滞緩和を目的に、仙台市交通局・宮城交通が協同し、路線バスの100円均一運賃制度として「100円パッ区」を導入。なお、「100円パッ区」の名称は、実施区域の地図のイメージからTVゲーム「パックマン」から言葉をとったもの。区域は、広瀬通一番町を中心とする中心業務地区が主である。
100円パッ区とは別に、地下鉄東西線開業に合わせ、八木山動物公園駅・薬師堂駅・荒井駅の3駅周辺についても100円均一の運賃体系が導入されている。
2018年10月1日、市バス運賃の改定に合わせ、100円パッ区の区間を120円に値上げするとともに、名称も「120円パッ区」に変更された。地下鉄東西線3駅周辺の100円均一については変更されていない。

### 120円パッ区フリー共通定期券
100円パッ区のさらなる利用促進を図るために2003年10月より100円パッ区用の定期券が導入された。2019年10月現在においては、1か月4,870円 / 3か月14,610円 / 6か月29,220円の3種類が発売されている。
持参人式の定期券となっており、複数人間での定期券の貸し借りが可能である。

### 120円パッ区一日乗車券
電子チケット販売サイト「仙台MaaS」のサービスが開始し、2021年10月30日より「120円パッ区一日乗車券」をWeb販売している。料金は大人券300円、子供券150円。チケット購入と使用にはネット通信が可能なスマートフォンやタブレット等の端末が必要となる。

## 沿革

### 前史
- 1999年（平成11年）
  - 7月 - 仙台市、「アクセス30分構想推進計画」を策定。
  - 11月
宮城県が主導し、交通需要マネジメントの社会実験（杜の都の交通大作戦）を実施[7]。仙台市都心部においては、100円運賃の都心循環バス（通勤バス・買物バス）を運行[8]。実験に対して、高い評価が得られた[9]。

### 本史
- 2002年（平成14年）2月1日 - 都心バス100円均一運賃（100円パッ区）の実証実験を開始。
- 2003年（平成15年）10月1日
実施区域を拡大。
フリー共通定期券「サン・キュ・パッ区」（1か月3,980円）の販売開始。
- 2015年（平成27年）12月 - 地下鉄東西線開業に合わせ、バス路線の見直しを行い、バス停の廃止・名称変更等が行われる。
- 2018年（平成30年）10月1日 - 市バス運賃改定に合わせ、100円パッ区の区間が120円に値上げ、フリー共通定期券も値上げされた[10][11]。
- 2021年（令和3年）10月30日 -  「120円パッ区一日乗車券」の販売を開始。
- 2022年（令和4年）10月1日 - 宮城交通の新たな都心循環バス「まちのり『チョコット』withラプラス」運行開始に伴い、対象バス停が追加[12]。

## 区域内バス停一覧
25のバス停が所在する。仙台駅前を起終点とする循環系統に乗車し、乗車経路に120円パッ区の区域外の停留所を含む場合は、以下の停留所のみで乗車・降車した場合であっても120円パッ区は適用されない。

## 利用状況
- 2012年度：5,092人/日[14]

## その他
- 区域内であっても、非路線バス（るーぷる仙台等）では適用されない。
- 愛子観光バスは、区間内[注 13]の運賃を「100円パッ区」に合わせて100円に設定。市バス等の運賃改定後の2018年10月以降も維持していたが、2019年10月より120円に引き上げられた[15]。